# بشير حسانى
بشير حسانى (و. 1969  م) هو لاعب كرة قدم، وحكم كرة قدم تونسي.